# Грин (Охајо)
Грин (енгл. Green) град је у америчкој савезној држави Охајо.

## Демографија
По попису из 2010. године број становника је 25.699, што је 2.882 (12,6%) становника више него 2000. године.
| Група             | 2000.          | 2010.          |
| Белци             | 22.164 (97,1%) | 24.187 (94,1%) |
| Афроамериканци    | 165 (0,7%)     | 463 (1,8%)     |
| Азијати           | 178 (0,8%)     | 381 (1,5%)     |
| Хиспаноамериканци | 111 (0,5%)     | 313 (1,2%)     |
| Укупно            | 22.817         | 25.699         |